# Platnicknia incerta
Platnicknia incerta là một loài nhện trong họ Pholcidae. Loài này được phát hiện ở Cuba.